# أحمد بن سحنون الراشدي
أحمد بن سحنون الراشدي من مواليد النصف الثاني من القرن 18 بمعسكر واسمه الكامل أحمد بن محمد بن علي بن سحنون الراشدي نسبة للوطن الراشدي بنواحي معسكر ويعد من المؤرخين لفترة بايلك الغرب بحكم توليه منصب كاتب الباي محمد بن عثمان الكبير إضافة لكونه ناظم شعر .

## مؤلفاته
- الثغر الجماني في ابتسام الثغر الوهراني
- عقود المحاسن
- الأزهار الشقيقة المتضوعة بعرف الحقيقة
- طب القاموس

## آراء المؤرخين فيه
وصف أبو القاسم سعدالله دوره بأنه كان بمثابة المتنبي لسيف الدولة، شاعراً، ومؤرخاً، ومرافقاً.